# ارشاد رحمانیان
ارشاد رحمانیان (زادهٔ ۲۸ آذر ۱۳۷۴ در روانسر استان کرمانشاه – درگذشتهٔ آذر ۱۳۹۸ در مریوان) یکی از کشته‌شدگان اعتراضات آبان ۱۳۹۸ ایران بود.

## زندگی
ارشاد رحمانیان در ۲۸ آذر ۱۳۷۴ در روانسر متولد شد دوران ابتدایی را نیز آنجا سپری نمود. و پس از آن به شهرستان سروآباد تغییر محل سکونت دادند. او فارغ‌التحصیل رشتهٔ کارشناسی هوشبری از دانشگاه علوم پزشکی کردستان بود و پس از اخذ لیسانس به صورت طرح موقت قبل از شروع خدمت سربازی در بیمارستانی در شهر سروآباد در غرب استان کردستان مشغول به‌کار بود. وی در رشته بدنسازی و ورزش های رزمی فعالیت میکرد و طبق گفته دوستانش استایل بسیار آماده و ورزشکاری داشت و به ادبیات و موسیقی کلاسیک ایرانی علاقه داشت و به زبان انگلیسی و هورامی مسلط بود.
در ایام دانشجویی جز نفرات برتر علمی و ورزشی بود و همواره از رژیم جمهوری اسلامی اعلام انزجار میکرد و افرادی را که در انتخابات ریاست جمهوری ۹۶ شرکت کردند سرزنش میکرد.
در دوران دانشجویی فردی بسیار زیرک و مورد اعتماد دوستانش بود و طبق گفته دوستانش بسیار دل پاک و زودرنج نیز بوده است.

## کشته‌شدن
ارشاد رحمانیان روز ۲۶ آبان ۱۳۹۸ بازداشت شد و پس از حدود ۴ هفته، در ۲۴ آذر پیکرش در حاشیهٔ سد گاران در ۲۷ کیلومتری مریوان پیدا شد. پیکر او روز ۲۵ آذر ۱۳۹۸ در شهرستان «سروآباد» در ۳۶ کیلومتری شهر مریوان، به خاک سپرده شد.
کامیار احمدی، پسر خاله ارشاد رحمانیان در گفتگو با رادیو زمانه گفت:
«روز ۲۶ آبان ارشاد مادرش را به بیمارستان می‌برد، بعد از آن‌جا به خانه بازمی‌گرداند و خودش دوباره به بیرون می‌رود. از آن زمان به بعد دیگر کسی از او خبری نداشت. از آن زمان خانواده چندین هفته در بی‌خبری کامل بودند. آن زمان اینترنت قطع بود(به علت فشار به حکومت و عدم توانایی کنترل فضای مجازی ، حکومت اقدام به قطع دسترسی به اینترنت به مدت ۱۰ روز نمود) اما ۱۰ روز بعد با من تماس گرفتند و خبر دادند که ارشاد ناپدید شده‌است. در این مدت خانواده‌اش به هر جایی سر زدند، از بیمارستان‌ها شروع کردند، به هر حال آن زمان هم غلغله بود در مریوان، دستگیر می‌کردند، مردم کشته داده بودند و وضعیت بسیار امنیتی بود. به نهادهای امنیتی، اطلاعاتی، آگاهی، پلیس و هر جایی که به ذهنشان رسیده بود رفتند. از شهر مریوان شروع کردند و بعد به سنندج رفتند اما دریافت نمی‌کنند. چندی بعد از یک نهاد امنیتی که مشخص نبوده کدام نهاد امنیتی است، تماسی با آنها گرفته می‌شود مبنی بر این‌که ارشاد در سنندج و در بازداشت به سر می‌برد. روز بعد از اینکه گفتند ارشاد در سنندج است، مجدداً با خانواده تماس گرفتند و منکرش شدند. یک بار دیگر هم با آنها تماس می‌گیرند و می‌گویند یک جسد پیدا شده و احتمالاً جسد فرزند شماست، اما وقتی می‌روند می‌بینند جسد متعلق به ارشاد نیست. این همه بی‌خبری وجود داشته و به هر حال هر جایی را که می‌دانستند مراجعه و پرس و جو کرده‌اند. با هر کسی که در آن منطقه دستش می‌رفته و امکاناتی داشته تماس گرفته‌اند بلکه یک مشخصه یا خبری بگیرند.» پس از پیدا شدن پیکر ارشاد رحمانیان، شاهدان گفته بودند خون در جسد تازه بوده، خانواده احتمال می‌دهند که در همین چند روز گذشته، حداکثر دو روز قبل از اینکه پیدا شود کشته شده یا شاید هم یک روز. جمجمه شکسته بود و جای یک سوراخ در جمجمه به وجود آمده و خانواده می‌گویند که جای شلیک گلوله است. دست و پاهایش شکسته بوده و روی گردن و شانه‌هایش آثار ضرب‌دیدگی وجود داشته، این‌ها مشاهدات خانواده بوده.»

## حواشی
- پس از پیدا شدن پیکر ارشاد رحمانیان شایعهٔ خودکشی وی پخش شد. از خانوادهٔ وی خواسته شد تا علت مرگ فرزندشان را خودکشی به علت افسردگی، یأس فلسفی و شکست عشقی اعلام نمایند.اما با توجه به نبود هیچ گونه سابقه قبلی افسردگی یا خودکشی این درخواست از طرف خانواده وی رد شد.[۳][۱۰]
- خانوادهٔ ارشاد رحمانیان گفتند «از روی شکاف و سوراخ سر، مشخص است که با شلیک گلوله متلاشی شده‌است، دست‌ها و پاهایش را هم شکسته بودند. مادرش با دیدن سر فرزندش از حال می‌رود و پدرش سکته می‌کند»[۵]
- در دی ماه ۱۴۰۱ شبکه استانی کردستان با پخش یک خبر  کلیه شایعات در مورد حضور وی در اعتراضات و هرگونه تمایلی به حضور در این اعتراضات تکذیب شد و آن را شایعه رسانه های بیگانه برای تفرقه افکنی خواند. هرچند بسیاری اعلام این خبر از سوی خانواده ارشاد را ناشی از تهدید خانواده وی به قتل پسر دیگرشان (که تنها فرزند باقی مانده برای پدر و مادر ارشاد بود) و تحت فشار نهاد های امنیتی میدانند.